# Männiku (Lääne-Nigula)
Männiku is een plaats in de Estlandse gemeente Lääne-Nigula, provincie Läänemaa. De plaats heeft de status van dorp (Estisch: küla).
Tot in oktober 2017 lag Männiku in de gemeente Martna. In die maand werd Martna bij de fusiegemeente Lääne-Nigula gevoegd.

## Bevolking
Het dorp had 8 inwoners op 31 december 2011 en ook 8 inwoners op 31 december 2021.

## Ligging
De Tugimaantee 31, de secundaire weg van Haapsalu naar Laiküla, komt door Männiku. Langs de zuidgrens van het dorp stroomt de rivier Raana, een zijrivier van de Rannamõisa. Langs de noordgrens stroomt de beek Kiisaoja.

## Geschiedenis
In 1671 werd een landgoed Libbomäggi afgesplitst van het landgoed Parmel (Estisch: Liivi). De Estische naam voor Libbomäggi was Libuma of Libumäe. In 1765 kwam het landgoed in handen van dezelfde eigenaar als Klein-Ruhde (dat sinds 1977 onder Rõude valt). Vanaf dat moment was Libbomäggi een ‘semi-landgoed’ (Duits: Beigut, Estisch: poolmõis), een landgoed dat deel uitmaakt van een groter landgoed, in dit geval Klein-Ruhde. Het dorp Männiku werd voor het eerst genoemd in 1528 als Lippemaige. In 1586 heette het Lippoma en in 1796 Libbomä.
Rond 1939 werd het dorp Libuma herdoopt in Männiku. Tussen 1977 en 1997 maakte het deel uit van het buurdorp Kurevere.